# 北林站
北林站，位于黑龙江省穆棱市北林村，是滨绥铁路沿线车站。距哈尔滨站417公里，绥芬河站131公里。建于1901年，原名北林河站。现隶属哈尔滨铁路局牡丹江铁路分局管辖，为四等站，共有2趟旅客列车经过。
1. ↑  Мелихов Г.В.  (PDF). Русский путь. 2003  [2022-06-24]. （原始内容存档 (PDF)于2022-04-03）.
2. ↑  黑龙江省地方志编纂委员会. . 黑龙江人民出版社. 1992. ISBN 7-207-02397-9 –黑龙江史志网.